# Paddington (Sydney)
Pour les articles homonymes, voir Paddington (homonymie).
Paddington est un quartier du centre-ville de Sydney, dans l'État de Nouvelle-Galles du Sud (New South Wales), en Australie.
Paddington est situé à 3 kilomètres à l'est du quartier central des affaires dans la zone d'administration locale de la ville de Sydney. Le quartier est bordé à l'ouest par Darlinghurst, à l'est par le Centennial Park ainsi que Woollahra, au nord par Edgecliff et Kings Cross et au sud par Moore Park.

## Histoire

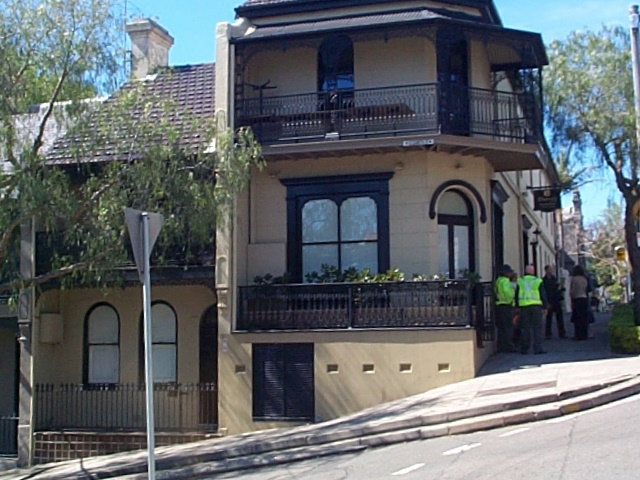
Architecture du quartier de Paddington, Sydney.